# Ejército Popular de Liberación (China)
El Ejército Popular de Liberación (EPL o por sus siglas en inglés, PLA) (en chino simplificado: 中国人民解放军: pinyin, Zhōngguó Rénmín Jiěfàngjūn) son las fuerzas armadas de la República Popular China. Fue establecido el 1 de agosto de 1927 (celebrado anualmente como "Día del Ejército Popular de Liberación"), como la rama militar del Partido Comunista de China (PCC), bajo el nombre de Ejército Rojo; durante la segunda guerra sino-japonesa (1937-1945) tomó el nombre de 8.º Ejército de Ruta, tomando su nombre actual luego de la victoria sobre Japón, en 1945. Durante la segunda parte de la guerra civil china (1945-1949) enfrentó al ejército nacional de la República de China hasta el 1 de octubre de 1949, cuando pasó a ser el ejército de la República Popular China, fundada ese día. Aunque la república cuenta con un ministerio de defensa nacional, este no ejerce ningún comando sobre el ejército. Las fuerzas armadas del Partido Comunista de China funcionan como el ejército "de facto" del país. Su insignia consiste en un rondel con una estrella roja que porta los caracteres chinos para primero del octavo, día (1 de agosto) de la Revuelta de Nanchang.
Representan las fuerzas armadas más grandes del mundo, Entre las reformas más notorias llevadas por Xi Jinping se cuenta el despido de 300.000 soldados del sobredimensionado ejército terrestre, que se ha quedado en dos millones de uniformados[cita requerida]. El ejército chino está formado por cinco fuerzas principales que consisten en las Fuerzas Terrestres del Ejército Popular de Liberación, la Armada del Ejército Popular de Liberación, la Fuerza Aérea del Ejército Popular de Liberación, el Segundo Cuerpo de Artillería (encargado del armamento nuclear estratégico) y las Fuerzas de Reserva del Ejército Popular de Liberación. La Policía Armada Popular, una fuerza paramilitar bajo el control dual de la Comisión Militar Central y el Ministerio de Seguridad Pública de China a veces son confundidas como ramas del EPL (ambas están bajo jurisdicción de la Comisión Militar Central).
El servicio militar es obligatorio, en teoría, para todos los hombres mayores de 18 años. Las mujeres muchas veces cumplen con servicios médicos, veterinarios y otras clases de servicios técnicos.
Está bajo el comando de la Comisión Militar Central del Partido Comunista de China; existe una comisión idéntica en el gobierno. El Ministerio de Defensa Nacional, que opera bajo el Consejo de Estado, no ejerce ninguna autoridad sobre el Ejército y tiene mucho menos poder que la Comisión. El Ministro de Defensa Nacional asegura el control del Partido Comunista sobre las Fuerzas Armadas y su rol primario es de enlace oficial con militares extranjeros. Los líderes militares y políticos han concentrado sus esfuerzos en crear una fuerza militar profesional para la defensa nacional y para proveer asistencia en el desarrollo económico local y en administración de desastres. Esto requiere la formación de oficiales especializados que puedan entender el armamento moderno y manejar operaciones de armas combinadas.
Hasta 2022, las fuerzas armadas chinas se encontraban empatadas en segundo lugar junto con las Fuerzas Armadas de Rusia y con las constantes modernizaciones en sus capacidades técnicas militares y con la creciente proyección de poder, están disputando la primacía a las Fuerzas Armadas de los Estados Unidos, como las Fuerzas Armadas mas poderosas del mundo.
Las tropas a lo largo del país están estacionadas en siete regiones militares y más de veinte distritos militares.

## Historia
El Ejército Popular de Liberación, con el nombre de Ejército Rojo, fue fundado el 1 de agosto de 1927 durante la Revuelta de Nanchang, cuando tropas del Kuomintang se rebelaron bajo el liderazgo de Zhu De, He Long, Ye Jianying y Zhou Enlai poco después de finalizada la primera alianza entre el Partido Comunista y el Kuomintang.
Estas primeras tropas fueron conocidas como el Ejército Rojo Chino (chino simplificado: 红军; chino tradicional: 紅軍; pinyin: hóngjūn). Entre 1934 y 1935, el Ejército Rojo sobrevivió a varias campañas en su contra comandadas por el Generalísimo Chiang Kai-Shek y realizó la Larga Marcha. Durante la segunda guerra sino-japonesa de 1937-1945, las fuerzas militares comunistas fueron integradas nominalmente al Ejército Nacional Revolucionario de la República de China formando el Octavo Ejército de Ruta y el Nuevo Cuarto Ejército. Durante este lapso de tiempo, estas dos formaciones militares fueron empleadas principalmente en guerra de guerrillas, pero también intervinieron en varias batallas convencionales contra los japoneses y el Kuomintang.
Luego de la segunda guerra sino-japonesa, el Partido Comunista de China combinó las dos fuerzas creadas y las renombró como Ejército Popular de Liberación que finalmente triunfó en la guerra civil china. Durante la década de 1950, el EPL, con ayuda soviética, se transformó de un ejército de campesinos en uno moderno para los estándares de la época. En octubre de 1950, el EPL o el Ejército Popular de Voluntarios intervino en la guerra de Corea en cuanto las fuerzas de la ONU al mando del General Douglas MacArthur se acercaron al Río Yalu. Con el peso de esta ofensiva, las fuerzas chinas arrastraron las fuerzas de MacArthur fuera de Corea del Norte y capturaron Seúl, pero fueron empujadas, subsecuentemente, de regreso a la línea justo al norte del paralelo 38. Esta guerra sirvió también como catalizador para una rápida modernización de la Fuerza Aérea del Ejército Popular de Liberación. En 1962, el EPL luchó contra India en la Guerra Chino-India, en la cual consiguió una rápida victoria.
Previamente a la Revolución Cultural, los comandantes de las regiones militares tendían a permanecer en su puesto por largos periodos. Mientras el EPL asumía un rol más fuerte en la política, esto comenzó a ser visto como un reto al control que el partido ejercía sobre las armas. Los comandantes de región que más habían permanecido en su puesto eran Xu Shiyou, en la Región Militar de Nanjing (1954-74), Yang Dezhi en la Región Militar de Jinan (1958-74), Chen Xilian en la Región Militar de Shenyang (1959-73) y Han Xianchu en la Región Militar de Fuzhou (1960-74).

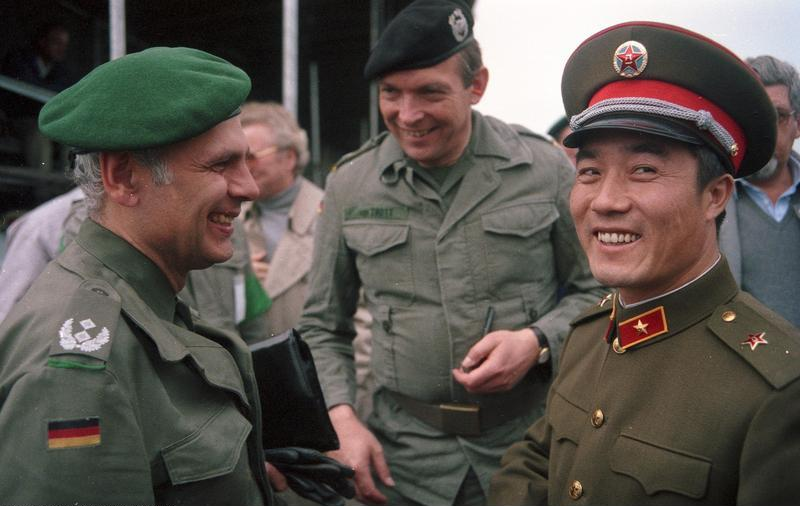
Un oficial del Ejército Popular de Liberación junto a varios militares de Alemania Occidental, 1986.

El establecimiento de una fuerza militar profesional, equipada con un moderno armamento y doctrina fue la última de las Cuatro Modernizaciones anunciadas por Zhou Enlai y apoyadas por Deng Xiaoping. Siguiendo la orden de Deng, el EPL ha desmovilizado millones de hombres desde 1978 y ha introducido métodos modernos en áreas como el reclutamiento, la estrategia y la instrucción militar. En 1979, luchó contra Vietnam a lo largo de la frontera, en el llamado Conflicto Sino-Vietnamita donde se hizo público que China había perdido más de 20.000 soldados. Ambos bandos proclamaron su victoria.
En la década de 1980, China redujo considerablemente sus fuerzas militares para liberar recursos para el desarrollo económico, con el consiguiente decline relativo en los recursos asignados al EPL. Luego de las Protestas de la Plaza de Tian'anmen de 1989, la corrección ideológica fue temporalmente reavivada como el tema principal en los asuntos militares chinos. La reforma y modernización hoy en día ha reasumido su posición como objetivo primario, aunque la lealtad política de las fuerzas armadas al Partido Comunista Chino ha permanecido como una de las preocupaciones principales. Otra área que concierne a los líderes políticos es la participación del EPL en actividades económicas civiles. Se creyó que estas actividades afectarían la preparación del EPL, y el mando político ha intentado desvestir al ejército de sus intereses económicos no relacionados con el ámbito militar.
Con el comienzo de los años 1980, el EPL ha hecho esfuerzos para pasar de una fuerza basada en tierra, centrada en una vasta fuerza terrestre, a una más pequeña, móvil, de alta tecnología, capaz de montar operaciones más allá de sus fronteras. La motivación para este cambio fue que una invasión masiva por tierra por la Unión Soviética ya no era vista como la principal amenaza, siendo reemplazada por una hipotética declaración de independencia por parte de Taiwán, posiblemente con la asistencia de los Estados Unidos de América, o una confrontación sobre las Islas Spratly.
En 1985, bajo el liderazgo del Comité Central del Partido Comunista de China y la Comisión Militar Central de la República Popular China, el EPL pasó de estar constantemente preparado para “golpear antes, atacar duro y pelear una guerra nuclear” a desarrollarse militarmente en tiempos de paz. Deng Xiaoping acentuó la necesidad de enfocarse más en la calidad que en la cantidad. La decisión del gobierno chino en 1985 de reducir el tamaño de las fuerzas armadas en un millón de efectivos fue completada en 1987. El personal dentro de la cúpula de liderazgo fue reducido en un 50%. Durante el Noveno Plan Quinquenal (1996-2000), el EPL fue recortado en 500.000 hombres y se esperaba restarle otros 200.000 para el año 2005. El EPL se ha enfocado en incrementar la mecanización y la digitalización de sus medios, como también su capacidad para pelear una guerra de alta intensidad.
En 1990, Jiang Zemin llamó a los militares a “reconocer los estándares políticos, ser militarmente competentes, tener un buen estilo de trabajo, adherirse estrictamente a la disciplina y proveer vigoroso soporte logístico” (Chino: 部队要做到政治合格、军事过硬、作风优良、纪律严明、保障有力; pinyin: bùduì yào zuò dào zhèngzhì hégé, jūnshì guòyìng, zuòfēng yōuliáng, jìlǜ yánmíng, bǎozhàng yǒulì).
La guerra del Golfo de 1991 mostró a los líderes chinos que el Ejército Popular de Liberación era una fuerza obsoleta y sobrepasada. La posibilidad de un Japón militarizado ha sido también una creciente preocupación desde finales de los 90[cita requerida]’.
Consecuentemente los líderes militares chinos han reaccionado y han aprendido de los éxitos y fracasos de las Fuerzas Armadas de los Estados Unidos de América durante la Guerra de Kosovo, la Guerra en Afganistán (2001-presente), la Invasión de Irak de 2003 y la lucha contra la Resistencia iraquí. Todas estas lecciones inspiraron a China a transformar sus fuerzas en fuerzas basadas en la calidad más que en la cantidad.
El Presidente Jiang Zemin proclamó oficialmente una “Revolución en Asuntos Militares”, como parte de la estrategia militar oficial de 1993 en orden de modernizar las fuerzas armadas chinas. Un logro de la ”revolución” ha sido transformar al EPL en una fuerza capaz de ganar lo que se denomina “guerras locales bajo condiciones de alta tecnología” en lugar de una guerra masiva, dominada por la ventaja numérica en las fuerzas terrestres. Los planificadores militares abogan por campañas cortas pero decisivas limitadas al alcance geográfico y a sus logros políticos. En contraste con el pasado, se le da más atención al reconocimiento, movilidad y penetración profunda. Esta nueva visión ha movilizado recursos hacia la Armada y la Fuerza Aérea. El EPL también está preparándose para escenarios de guerra espacial y cibernética.
En los últimos 20 años el EPL ha adquirido avanzados sistemas de armas de Rusia, incluyendo destructores Clase Sovremenny, aeronaves Sukhoi Su-27 y Sukhoi Su-30 y submarinos diésel-eléctricos Clase Kilo. También ha completado la construcción de varios destructores y fragatas incluyendo dos destructores Tipo 052C para la defensa antiaérea (AAW por sus siglas en inglés). Adicionalmente se tiene intenciones de desarrollar una industria aeroespacial y militar local con la producción del Chengdu J-10. El EPL botó un nuevo submarino nuclear Tipo 094 (Designación OTAN: Clase Jin) el 3 de diciembre de 2004, capaz de lanzar cabezas nucleares con suficiente alcance para golpear blancos a través del Océano Pacífico.
El Ejército Popular de Liberación de China realiza diferentes operaciones para combatir el coronavirus COVID-19 y sus variantes desde el año 2020.

## Servicio militar obligatorio

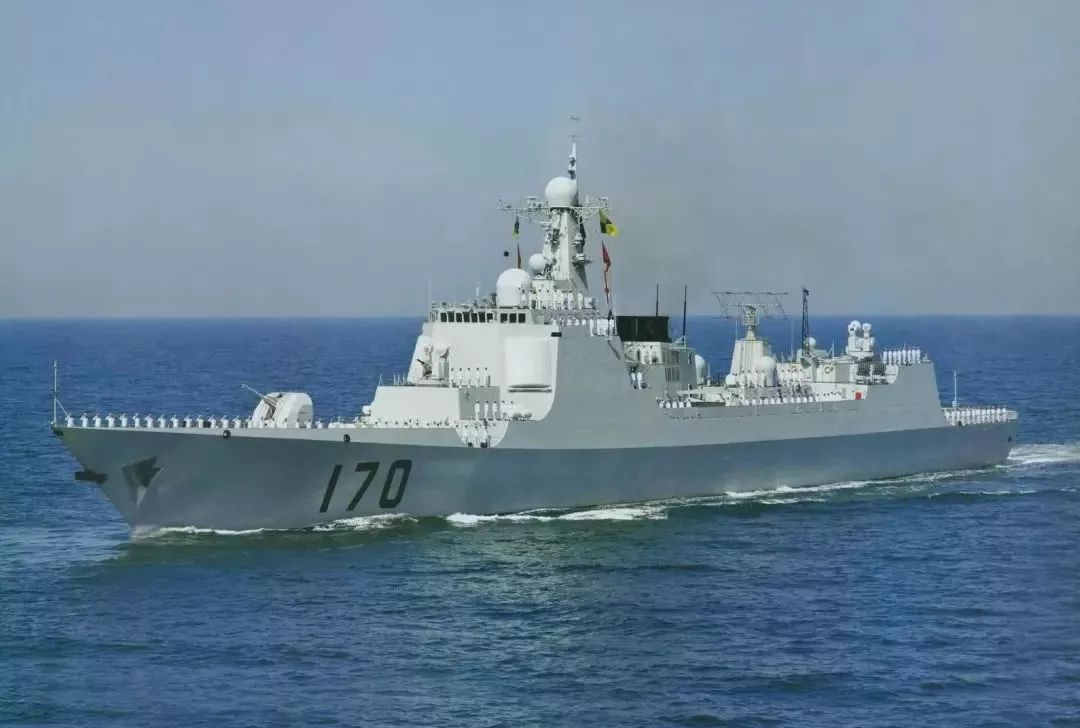
El Lanzhou (DDG170) es un destructor Tipo 052C de la Armada del Ejército Popular de Liberación.

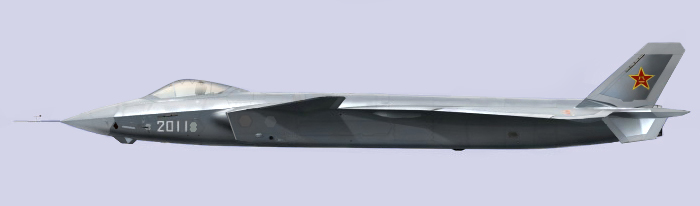
Chengdu J-20, un avión furtivo de la quinta generación de cazas de reacción, perteneciente a la Fuerza Aérea del Ejército Popular de Liberación.

Técnicamente, el servicio militar en el ejército es obligatorio para todos los ciudadanos chinos. Sin embargo, en la práctica es totalmente voluntario, ya que teniendo en cuenta la gran población china y el gran número de personas que trabajan como voluntarios para unirse a las fuerzas armadas regulares, las autoridades no han hecho cumplir un verdadero proyecto de inscripción. A los 18 años de edad los ciudadanos chinos tienen que registrarse ante las autoridades del gobierno, de una manera similar al Sistema de Servicio Selectivo de los Estados Unidos. La principal excepción a este sistema se aplica a los estudiantes universitarios potenciales (hombres y mujeres), que deben someterse a entrenamiento militar (por lo general durante una a cuatro semanas) antes o un año después del inicio de sus cursos.
El artículo 55 de la Constitución de la República Popular China establece el servicio militar obligatorio al afirmar: "Es un deber sagrado de todo ciudadano de la República Popular China el defender su patria y resistir la invasión. Es una obligación de honor de los ciudadanos de la República Popular China cumplir el servicio militar y unirse a las fuerzas de la milicia." La ley a día de hoy es todavía la ley de 1984 (Ley del Servicio Militar), en la que se detalla el fundamento jurídico del servicio militar obligatorio, que describe el servicio militar como un deber para "todos los ciudadanos sin que haya distinción de raza o religión". Esta ley no ha sido modificada desde su entrada en vigor.
El servicio militar obligatorio solo existe oficialmente desde el establecimiento de la República en 1949, y, en teoría, todos los ciudadanos chinos han tenido la obligación de realizar el servicio militar. Técnicamente, los ciudadanos de 18 a 22 años de edad entran al servicio militar obligatorio, con una obligación de servicio de 24 meses. Esto incluye 18 a 19 años de edad para las mujeres graduadas de secundaria que cumplen con los requisitos específicos para trabajos militares.
El servicio militar se realiza normalmente en las fuerzas armadas regulares, pero la ley de 1984 no permite el reclutamiento en las fuerzas de reserva. Los residentes de Hong Kong y Macao, sin embargo, a partir de 1997 y 1999 están exentos de alistarse en el ejército.

## Fuerzas terrestres

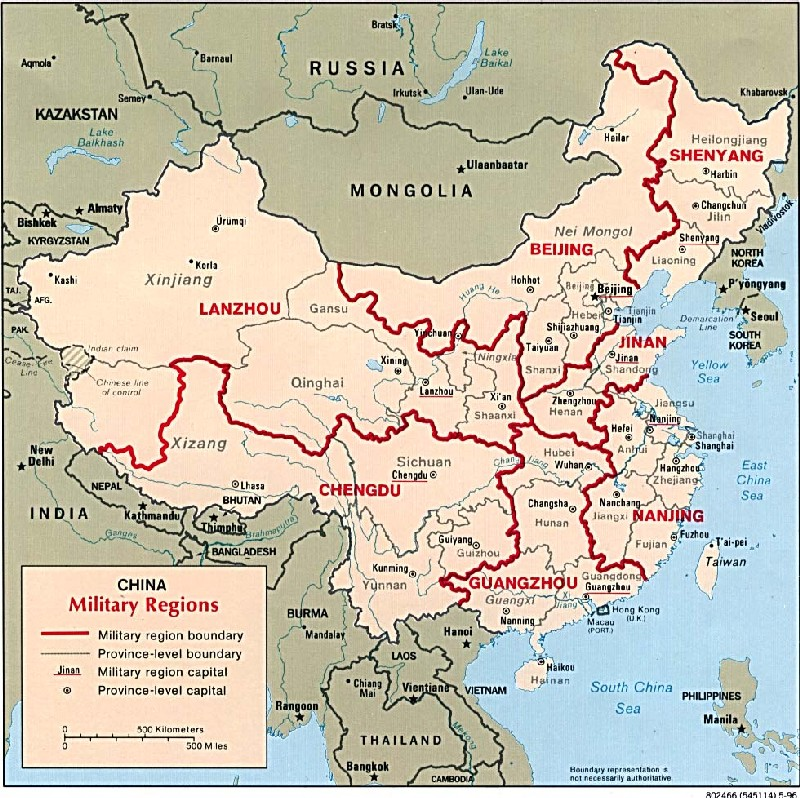
Regiones militares en 1996 del Ejército Popular de Liberación.

El EPL despliega la mayor fuerza de tierra en la actualidad, con alrededor de 1,6 millones de efectivos, o el 70% de la mano de obra total del EPL (2,3 millones).
Las fuerzas regulares del ejército de tierra están compuestas por 18 grupos de ejércitos, que son unidades de armas combinadas, cada una con aproximadamente de 30 000 a 65 000 personas. Los ejércitos comprenden, según el Instituto Internacional para el Equilibrio de Estudios Estratégicos para el año 2006, nueve divisiones blindadas, tres divisiones de infantería mecanizada, 24 divisiones motorizadas de infantería, 15 divisiones de infantería, dos divisiones de asalto anfibio, una brigada de infantería mecanizada, 22 brigadas de infantería motorizada, 12 brigadas blindadas, siete divisiones de artillería, 14 brigadas de artillería, 19 brigadas de artillería antiaérea de misiles y 10 de la aviación del ejército (helicópteros) regimientos (dos cursos).
En tiempos de crisis las Fuerzas Terrestres del EPL se verán reforzadas por la entrada de numerosos reservas y unidades paramilitares. El componente de reserva del EPL tiene alrededor de 1.2 hasta 1.5 millones de personas. Por lo menos el 40% de las divisiones y brigadas del EPL están mecanizadas o blindadas.
Si bien gran parte de la Fuerza Terrestre del EPL se está reduciendo en los últimos años, los elementos de uso intensivo de tecnología, tales como las fuerzas de operaciones especiales, la aviación militar (helicópteros), misiles tierra-aire (SAM), y las unidades de guerra electrónica se han expandido rápidamente. La última doctrina operacional de las fuerzas terrestres del EPL subraya la importancia de la tecnología de la información, la guerra electrónica e información y los ataques de largo alcance de precisión en la guerra del futuro.
Los infantes de marina de China tienen una formación extensa en CQC y el combate cuerpo a cuerpo.

### Principales intervenciones
- 1927 – 1949: guerra civil china contra el Kuomintang, como el Ejército Rojo Chino.
- 1937 – 1945: segunda guerra chino-japonesa, como parte del Ejército Nacional Revolucionario.
- 1949: incidente del Yangtsé (batalla contra buques de guerra británicos en el río Yangtsé).
- 1950 – 1953: guerra de Corea (bajo la denominación de Ejército Popular de Voluntarios, aunque estaba compuesto por fuerzas regulares del EPL).
- 1954 – 1955: primera crisis del estrecho de Taiwán.
- 1958: segunda crisis del estrecho de Taiwán.
- octubre a noviembre de 1962: guerra chino-india.
- 1967: escaramuzas en la frontera con India.
- 1965 – 1970: guerra de Vietnam (más de 320.000 soldados chinos sirvieron en Vietnam del Norte).
- 1969 – 1978: conflicto de la frontera chino-soviética.
- 1974: batalla de las Islas Paracelso.
- 1979: conflicto Sino-Vietnamita.
- 1986 – 1988: escaramuzas navales y fronterizas con Vietnam.
- 1989: protestas de la Plaza de Tian'anmen de 1989.
- 1995 – 1996: tercera crisis del estrecho de Taiwán.
- 1997: control de la Defensa Militar de Hong Kong.
- 1999: control de la Defensa Militar de Macao.